# Anni 500
Gli anni 500 sono il decennio che comprende gli anni dal 500 al 509 inclusi.

## Eventi, invenzioni e scoperte

### Europa

#### Regno Franco
- 500: Il re Clodoveo invade il Regno dei Burgundi, ma in un anno imprecisato termina la guerra dopo essere rientrato in buoni rapporti con il loro re Gundobado.
- 507 – Battaglia di Vouillé: Clodoveo, con l’aiuto di Gundobado, sconfigge i visigoti di Alarico II.
- 508: Clodoveo riceve dall’imperatore Anastasio I il titolo di console romano e il riconoscimento imperiale.

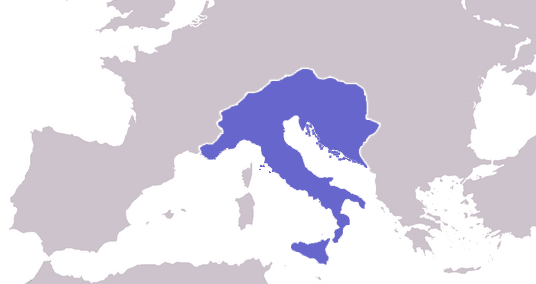
Territori del regno ostrogoto all'inizio del 500

#### Regno Ostrogoto
- 500: Teodorico emana un editto, Edictum Theodorici Regis, composto da 154 articoli. Lo spirito alla sua base era di origine romana, così come le normative che lo componevano. Ad esempio erano di estrazione latina quelle disposizioni che delegavano ai tribunali civili le cause di natura economico-sociale, e a quelli militari le cause in campo bellico. I primi erano retti da magistrati romani mentre i secondi da generali goti.
- 504: Teodorico conquista Sirmio e la Pannonia.

#### Regno dei Burgundi
- 500: Il re Gundobado viene tradito dal fratello Godigeselo, che si unisce ai franchi, provocando diverse sconfitte ai burgundi.
- 501: Gundobado realizza una trasposizione scritta delle leggi dei burgundi (lex Burgundionum o gunebada)
- 507: Gundobado rientra in buoni rapporti con Clodoveo, che termina l’invasione del Regno dei Burgundi, e si unisce a lui nella campagna contro i visigoti.

#### Impero romano d’Oriente
- 502: Inizia la guerra romano-persiana.
- 506: Termina la guerra e, pur non avendo portato a nessuna modifica territoriale, fu la prima di una lunga serie di battaglia con l’impero sasanide.
- 506: A Costantinopoli vengono restaurate tutte le statue di Costantino I e viene eretta una colossale staua di Anastasio I nel Foro di Teodosio.
- 507: Anicio Probo Fausto è nominato patricius e prefetto del pretorio per l'Italia

#### Regno dei Visigoti
- 507 – Battaglia di Vouillé: Scontro con i franchi e con il regno dei burgundi. Il re, Alarico II, muore durante la guerra.
- 507: Diventa re Gesalico.

### Altro

#### Religione
- 506: Papa Simmaco scrive una lettera all’imperatore romano d’oriente Anastasio I, in cui afferma l’indipendenza della chiesa cristiana dall’impero.

## Personaggi
- Anastasio I, imperatore romano d'Oriente
- Teodorico il Grande, re d'Italia
- Gundobado, re dei burgundi